# Charles Beachcroft
 Der er for få eller ingen kildehenvisninger i denne artikel, hvilket er et problem. Du kan hjælpe ved at angive troværdige kilder til de påstande, som fremføres i artiklen.

Charles Beachey Kay Beachcroft (1871 i Rickmansworth, Hertfordshire – 15. maj 1928) var en britisk cricketspiller som deltog i de olympiske lege 1900 i Paris.
Beachroft blev olympisk mester i cricket under OL 1900 i Paris.
Han var holdkaptajn på det britiske hold Devon & Somerset County Wanderers som besejrede det franske crickethold Union des Sociétés Françaises de Sports Athlétiques med 262-104 i finalen, en finale som foregik over to dage.